# Kommunalvalen i Sverige 1962
Kommunalvalet i Sverige 1962 genomfördes söndagen den 16 september 1962. Vid detta val valdes kommunalfullmäktige och stadsfullmäktige för mandatperioden 1963–1966 i samtliga 1 006 kommuner. Valet påverkade också på sikt första kammarens sammansättning. 

## Valresultat
| Parti                | Parti                        | Röster            | Röster | Mandatfördelning | Mandatfördelning |
| Parti                | Parti                        | Antal             | %      | Antal            | +−               |
| -------------------- | ---------------------------- | ----------------- | ------ | ---------------- | ---------------- |
|                      | Socialdemokraterna           | 2 026 024         | 50,1   | 14 792           | +616             |
|                      | Folkpartiet                  | 681 554           | 16,9   | 4 323            | -84              |
|                      | Högerpartiet                 | 613 434           | 15,2   | 4 136            | -1484            |
|                      | Centerpartiet                | 514 458           | 12,7   | 7 389            | -204             |
|                      | Sveriges kommunistiska parti | 150 156           | 3,7    | 675              | -57              |
|                      | Övriga partier               | 56 214            | 1,4    | 967              | —                |
| Antal giltiga röster | Antal giltiga röster         | 4 041 840         | 100,0  | 32 282           | -595             |
| Ogiltiga röster      | Ogiltiga röster              | 25 196            |        |                  |                  |
| Totalt               | Totalt                       | 4 067 036 (81,0%) |        |                  |                  |

## Valda efter kommuntyp
| Parti  | Parti                        | Kommuntyp | Kommuntyp | Kommuntyp | Samtliga |
| Parti  | Parti                        | Stad      | Köping    | Land      | Samtliga |
| ------ | ---------------------------- | --------- | --------- | --------- | -------- |
|        | Socialdemokraterna           | 2 635     | 1 617     | 10 540    | 14 792   |
|        | Centerpartiet                | 275       | 348       | 6 776     | 7 389    |
|        | Folkpartiet                  | 888       | 439       | 2 996     | 4 323    |
|        | Högerpartiet                 | 811       | 403       | 2 922     | 4 136    |
|        | Sveriges kommunistiska parti | 140       | 82        | 453       | 675      |
|        | Övriga partier               | 34        | 41        | 892       | 967      |
| Totalt | Totalt                       | 4 783     | 2 930     | 24 569    | 32 282   |

## Stadsfullmäktigevalen
| Stadsfullmäktigevalen | Stadsfullmäktigevalen        | Stadsfullmäktigevalen | Stadsfullmäktigevalen | Stadsfullmäktigevalen | Stadsfullmäktigevalen | Stadsfullmäktigevalen |
| Parti                 | Parti                        | Röster                | Röster                | Röster                | Mandatfördelning      | Mandatfördelning      |
| Parti                 | Parti                        | Antal                 | %                     | +- %                  | Antal                 | +-                    |
| --------------------- | ---------------------------- | --------------------- | --------------------- | --------------------- | --------------------- | --------------------- |
|                       | Socialdemokraterna           | 1 119 075             | 52,9                  | +3,9                  | 2 635                 | +206                  |
|                       | Folkpartiet                  | 426 781               | 20,2                  | +1,9                  | 888                   | +66                   |
|                       | Högerpartiet                 | 385 627               | 18,2                  | -6,3                  | 811                   | -268                  |
|                       | Sveriges kommunistiska parti | 93 423                | 4,4                   | -0,4                  | 140                   | -5                    |
|                       | Centerpartiet                | 84 323                | 4,0                   | +0,8                  | 275                   | +55                   |
|                       | Övriga partier               | 5 712                 | 0,3                   | —                     | 34                    | —                     |
| Antal giltiga röster  | Antal giltiga röster         | 2 114 941             | 100                   |                       | 4 783                 | +55                   |
| Ogiltiga röster       | Ogiltiga röster              | 11 237                |                       |                       |                       |                       |
| Totalt                | Totalt                       | 2 126 178 (80,7%)     |                       |                       |                       |                       |

Flera städer ingick inte i något av landstingen på grund av sin storlek. Vid valet 1962 var dessa fyra stycken av totalt 133 städer i landet; Stockholm, Göteborg, Malmö och Norrköping. Denna särställning gjorde att städerna jämte landstingen fick delta i förstakammarvalen, där de valda stadsfullmäktigen agerade valmän. Ibland jämställs därför dessa stadsfullmäktigeval med landstingsval. 
| Stockholm            | Stockholm                    | Stockholm       | Stockholm | Stockholm | Stockholm |
| Parti                | Parti                        | Röster          | Röster    | Mandat    | Mandat    |
| Parti                | Parti                        | Röster          | Röster    | Antal     | +-        |
| Parti                | Parti                        | Antal           | %         | Antal     | +-        |
| -------------------- | ---------------------------- | --------------- | --------- | --------- | --------- |
|                      | Socialdemokraterna           | 203 704         | 46,6      | 49        | +4        |
|                      | Folkpartiet                  | 102 418         | 23,5      | 23        | +3        |
|                      | Högerpartiet                 | 96 727          | 22,1      | 23        | -6        |
|                      | Sveriges kommunistiska parti | 24 718          | 5,7       | 5         | -1        |
|                      | Övriga partier               | 9 156           | 2,1       | 0         | —         |
| Antal giltiga röster | Antal giltiga röster         | 436 723         | 100       | 100       | +-        |
| Ogiltiga röster      | Ogiltiga röster              | 2 184           |           |           |           |
| Totalt               | Totalt                       | 438 907 (78,5%) |           |           |           |

| Göteborg             | Göteborg                     | Göteborg        | Göteborg | Göteborg | Göteborg |
| Parti                | Parti                        | Röster          | Röster   | Mandat   | Mandat   |
| Parti                | Parti                        | Antal           | %        | Antal    | +-       |
| -------------------- | ---------------------------- | --------------- | -------- | -------- | -------- |
|                      | Socialdemokraterna           | 104 488         | 46,8     | 28       | +4       |
|                      | Folkpartiet                  | 65 767          | 29,5     | 18       | +-       |
|                      | Högerpartiet                 | 31 609          | 14,1     | 9        | -4       |
|                      | Sveriges kommunistiska parti | 17 782          | 8,0      | 5        | +-       |
|                      | Övriga partier               | 3 593           | 1,6      | 0        | —        |
| Antal giltiga röster | Antal giltiga röster         | 223 239         | 100      | 60       | +-       |
| Ogiltiga röster      | Ogiltiga röster              | 337             |          |          |          |
| Totalt               | Totalt                       | 223 576 (80,8%) |          |          |          |

| Malmö                | Malmö                | Malmö           | Malmö  | Malmö  | Malmö  |
| Parti                | Parti                | Röster          | Röster | Mandat | Mandat |
| Parti                | Parti                | Antal           | %      | Antal  | +-     |
| -------------------- | -------------------- | --------------- | ------ | ------ | ------ |
|                      | Socialdemokraterna   | 77 339          | 57,8   | 36     | +3     |
|                      | Högerpartiet         | 36 029          | 26,9   | 18     | -3     |
|                      | Folkpartiet          | 13 793          | 10,3   | 6      | +-     |
|                      | Övriga partier       | 6 673           | 5,0    | 0      | —      |
| Antal giltiga röster | Antal giltiga röster | 133 834         | 100    | 60     | +-     |
| Ogiltiga röster      | Ogiltiga röster      | 738             |        |        |        |
| Totalt               | Totalt               | 134 572 (85,3%) |        |        |        |

| Norrköping           | Norrköping                   | Norrköping     | Norrköping | Norrköping | Norrköping |
| Parti                | Parti                        | Röster         | Röster     | Mandat     | Mandat     |
| Parti                | Parti                        | Antal          | %          | Antal      | +-         |
| -------------------- | ---------------------------- | -------------- | ---------- | ---------- | ---------- |
|                      | Socialdemokraterna           | 30 098         | 59,6       | 37         | +2         |
|                      | Högerpartiet                 | 9 705          | 19,2       | 12         | -5         |
|                      | Folkpartiet                  | 6 978          | 13,8       | 9          | +3         |
|                      | Centerpartiet                | 2 089          | 4,1        | 1          | +-         |
|                      | Sveriges kommunistiska parti | 1 591          | 3,2        | 1          | +-         |
|                      | Övriga partier               | 1              | 0,1        | 0          | —          |
| Antal giltiga röster | Antal giltiga röster         | 50 462         | 100        | 60         | +-         |
| Ogiltiga röster      | Ogiltiga röster              | 232            |            |            |            |
| Totalt               | Totalt                       | 50 694 (81,6%) |            |            |            |

## Fotnoter
1. ↑  I Stockholms stad började mandatperioden redan i oktober under valåret.